# Ringingen (Erbach)
Ringingen ist ein Stadtteil von Erbach im Alb-Donau-Kreis in Baden-Württemberg.

## Geschichte
Ringingen liegt an Verkehrswegen, die aus vorrömischer Zeit stammen. Besiedlungsspuren aus der Jungsteinzeit und der Keltenzeit sind südwestlich des heutigen Ortes vorhanden, ferner wurden Überreste eines Alemannenfriedhofs gefunden. 
Seit dem 13. Jahrhundert ist eine Pfarrei in Ringingen nachgewiesen; die Kirche Mariä Himmelfahrt wurde auf Grundmauern aus romanischer Zeit gebaut. 
Der Ort wurde im Dreißigjährigen Krieg zerstört.
Am 1. Januar 1972 wurde Ringingen mit dem Weiler Steinenfeld nach Erbach eingemeindet.

## Bauwerke

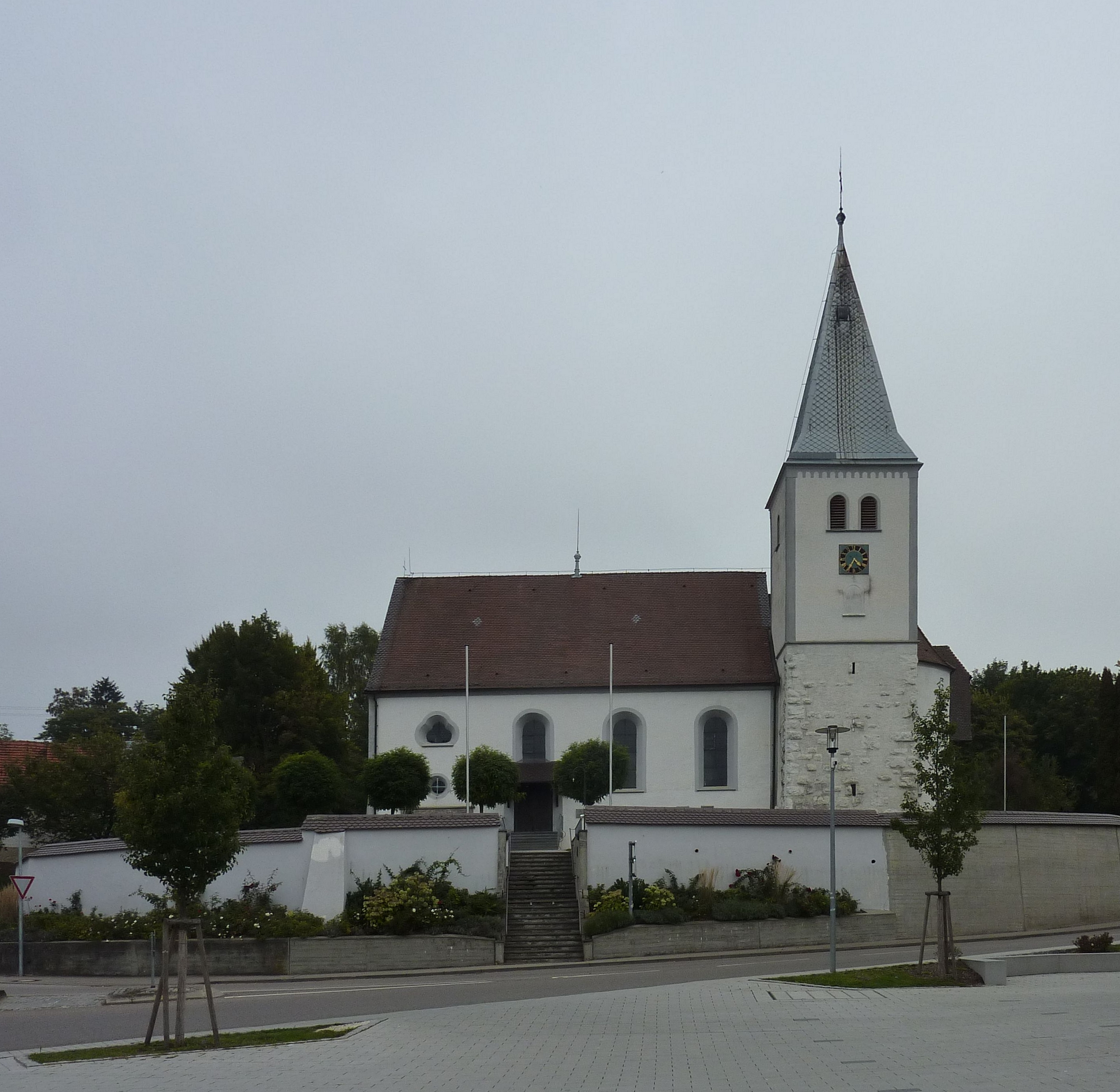
Kirche Mariä Himmelfahrt

- Die barocke katholische Kirche Mariä Himmelfahrt befindet sich im Ortszentrum.
- Im Alb-Donau-Kreis verfügt Ringingen über die erste sogenannte Kalthalle, eine unbeheizte Sporthalle mit Kunstrasen.

## Bildung
Ringingen besitzt einen Kindergarten und eine Grundschule.

## Infrastruktur
Im Industriegebiet südlich von Ringingen sind mehrere Firmen angesiedelt, die etwa 80 bis 90 Arbeitsplätze bieten. Zahlreiche Einwohner von Ringingen pendeln jedoch zur Arbeit nach Ulm, Ehingen, Erbach etc. Im Ortszentrum befinden sich zwei Bäckereien und eine Metzgerei; einen Arzt und eine Apotheke gibt es jedoch in Ringingen nicht.

## Örtliche Vereine & Veranstaltungen
U.a. sind in Ringingen der Sportverein Ringingen 1948 e. V. sowie der Musikverein Ringingen vertreten, die seit 1976 gemeinsam das Ringinger Herbstfest veranstalten.

## Verkehr
Die L240 von Schelklingen nach Erbach durchquert Ringingen in Ost-West-Richtung. Nach Norden führt die L241 Richtung Blaubeuren, von der aus die B28 erreicht werden kann.